# Pfarrhof Herz-Jesu (München)

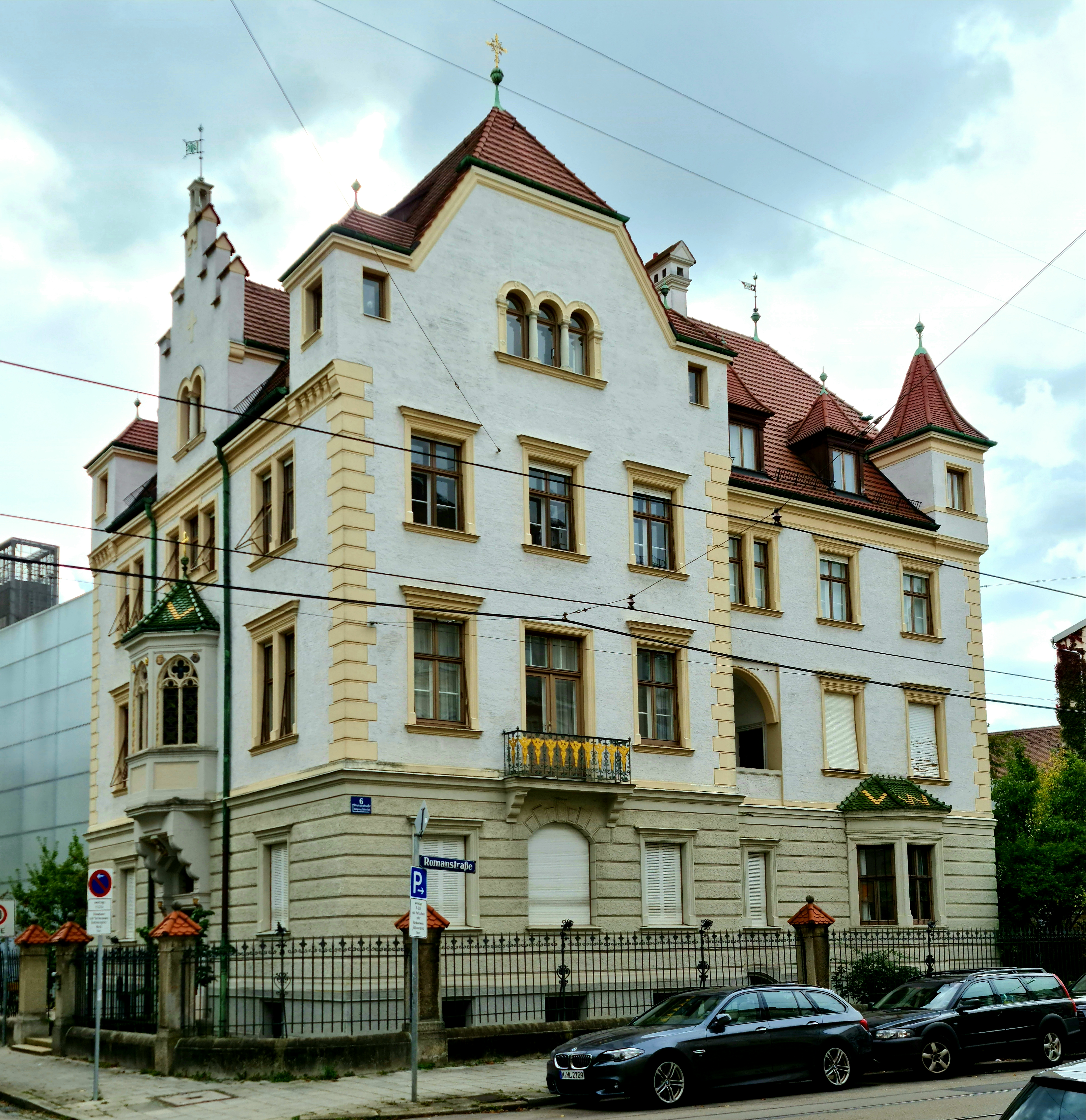
Romanstraße 6 in Neuhausen,
NO-Ansicht

 Das Pfarrhaus Herz Jesu an der Romanstraße mit der Hausnummer 6 ist ein, überwiegend im Neurenaissancestil in den Jahren 1897–1898 errichtetes Baudenkmal am nordwestlichen Rand des Neuhausener Zentrums, einem Münchner Stadtteil. Errichtet hat den vielgestaltigen Bau der Münchner Architekt Leonhard Romeis.
Das als Pfarrhaus für die neu errichtete Notkirche Herz-Jesu erbaute Gebäude besteht aus zwei quer aneinander gestellten Teilen mit Krüppelwalmdächern. Die Hauptfassade mit dem Portal ist zur Amortstraße gerichtet; sie besitzt einen Ziergiebel in nachgotischen Formen, eckdachreiterartige Dachgauben und einen neugotischen Mittelerker, der den Chor der Hauskapelle aufnimmt. Am Portal befinden sich zwei Reliefs: Münchner Kindl als Symbol für die Stadtpfarrei und Mariä Himmelfahrt, weil die Pfarrei bis 1936 so hieß, bevor sie den Namen der Pfarrkirche übernommen hatte. Die Nordfassade wird durch eine Loggia, einen Balkon und einen erdgeschossigen Erker aufgelockert. An der Westseite befinden sich zwei niedrige Eckdachreiter und ein mittiger Erker mit Schweifgiebel. Ein durch alle Geschosse reichender Treppenhauserker lockert die zur Kirche Herz-Jesu gerichtete Südfassade auf. Die Fensterumrahmungen und das sonstige gliedernde und schmückende Beiwerk sind im Stil der deutschen Renaissance gehalten. Das Bauwerk wurde zum Münchner Fassadenpreis 2004 restauriert, bei der es eine lobenswerte Erwähnung erhielt.

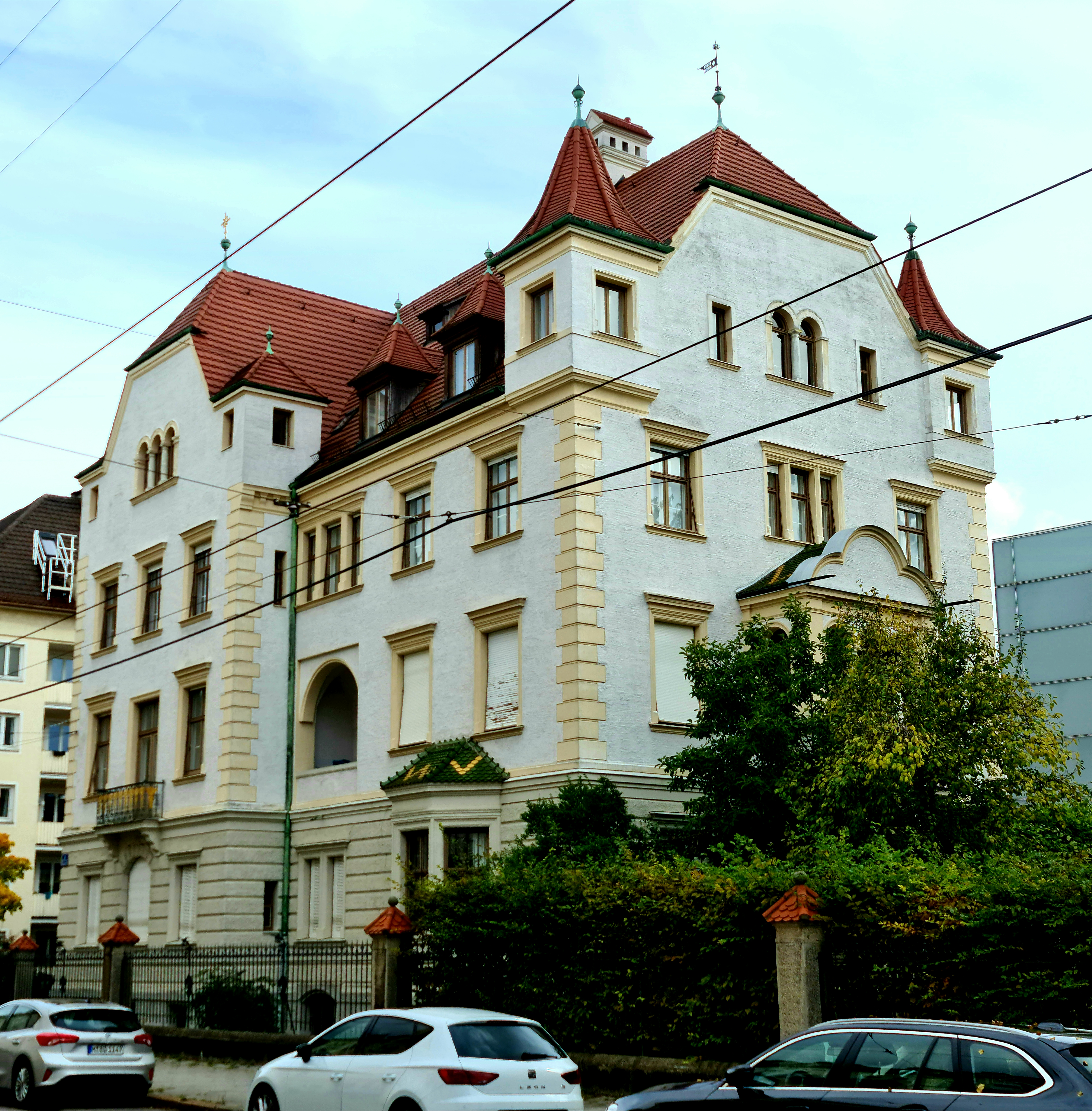
NW-Ansicht
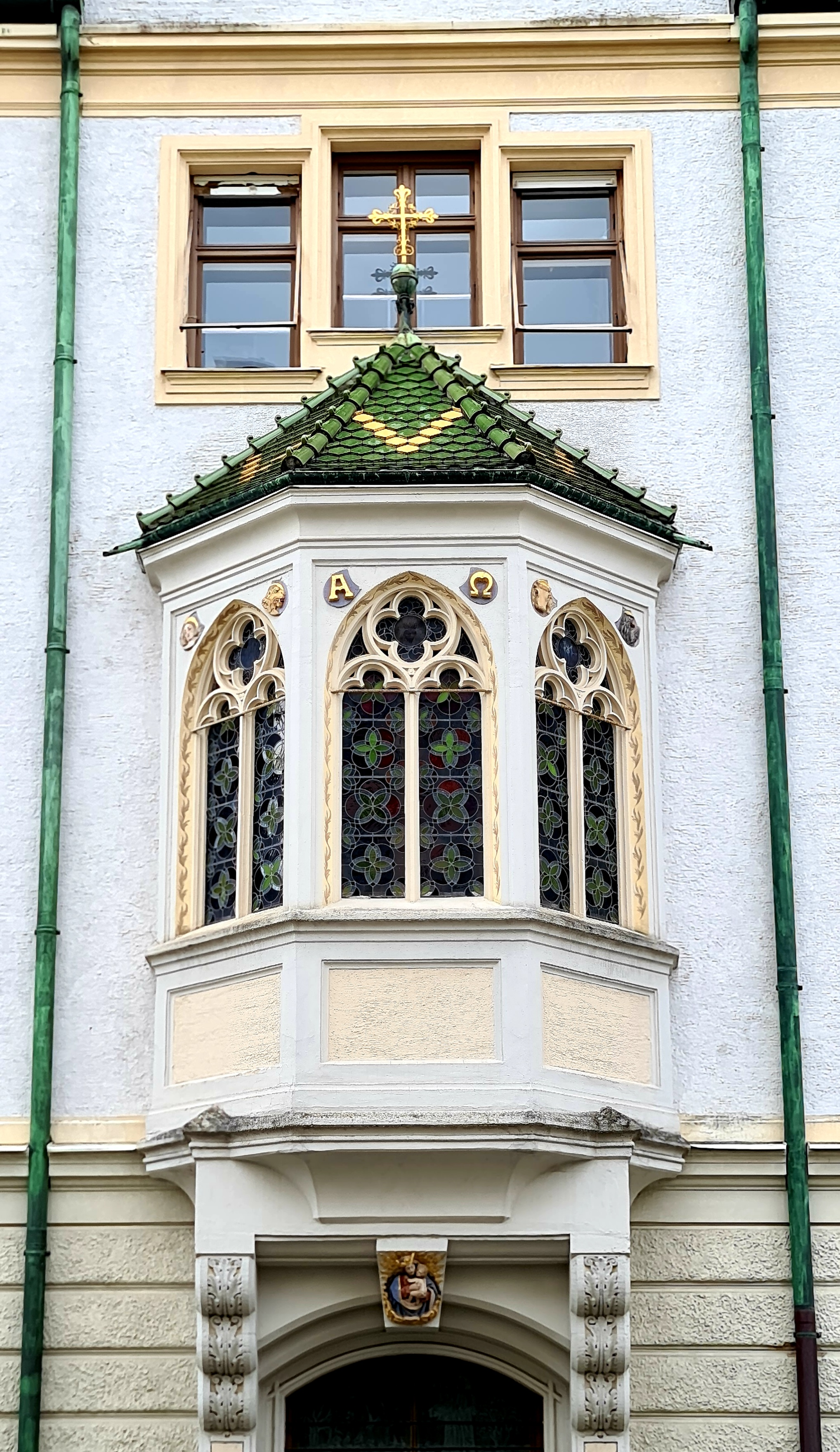
Kapellenerker
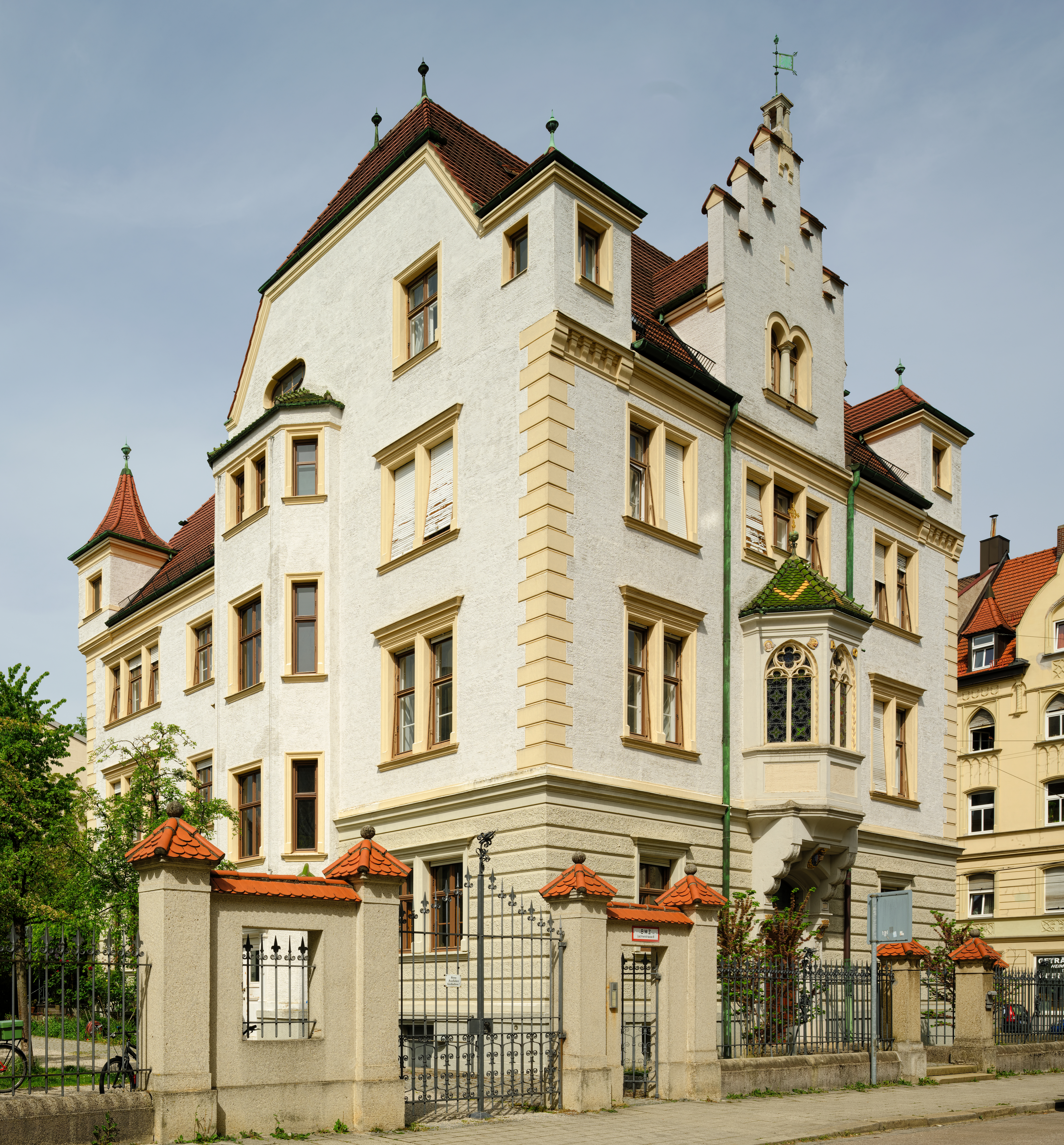
SO-Ansicht, von der Amortstraße gesehen.